# Lithostege pax
Lithostege pax är en fjärilsart som beskrevs av Louis Beethoven Prout 1910. Lithostege pax ingår i släktet Lithostege och familjen mätare. Inga underarter finns listade i Catalogue of Life.